# Taylor Bluff
Das Taylor Bluff ist eine 310 m hohe, kliffartige Landspitze der westantarktischen James-Ross-Insel. Sie liegt rund 2 km westlich des Blancmange Hill am Ostufer der Croft Bay sowie unmittelbar nördlich eines bislang unbenannten Gletschers, der zwischen dem Kliff und der Clearwater Mesa in eine kleine Nebenbucht der Croft Bay mündet.
Das UK Antarctic Place-Names Committee benannte die Landspitze 2006 nach Alistair James Taylor (* 1961), der als Feldforschungsassistent des British Antarctic Survey in den Jahren 1991, 1992 und 2001 auf der Rothera-Station überwintert hatte.